# Gérard Bessette
Pour les articles homonymes, voir Bessette.
Gérard Bessette, né le 25 février 1920 à Sainte-Anne-de-Sabrevois en Montérégie au Québec et mort le 21 février 2005 à Kingston en Ontario, est un romancier, poète et critique littéraire canadien d'expression française. D'origine québécoise, il migre en Ontario et bien que ses écrits soient souvent rattachés à la littérature franco-ontarienne, ses romans se déroulent surtout au Québec.

## Biographie
Bessette grandit à Montréal, où il fait des études classiques au Collège Saint-Ignace et à l'Externat classique Sainte-Croix. Il poursuit ses études à l'Université de Montréal, soutenant en 1950 une thèse de doctorat sur « Les Images dans la poésie canadienne-française ». N'ayant pu obtenir un poste universitaire au Québec, surtout à cause de son athéisme, il enseigne d'abord pendant sept ans à l'Université Duquesne à Pittsburgh, aux États-Unis (1951-1957). Il trouve ensuite un poste à Kingston, en Ontario, d'abord au Collège militaire royal du Canada en 1958, puis au Département d'Études françaises de l'Université Queen's de 1959 à 1979. C'est dans cette ville qu'il meurt, le 21 février 2005, à l'âge de 84 ans.

## Thématique et esthétique
L'œuvre romanesque de Bessette connait une évolution importante au cours des années. Le Libraire, son roman le plus populaire et le plus étudié, traite avec une ironie marquée la question de la censure au Québec avant la Révolution tranquille. Cet ouvrage, paru en 1960, est précédé d'un premier roman, La Bagarre (1958), de facture réaliste, qui raconte l'histoire d'un étudiant montréalais de tendance gauchiste qui doit renoncer à ses études par solidarité avec ses camarades ouvriers du Montreal Transit Company. Les Pédagogues (1961) offre un tableau mordant du milieu collégial québécois et de l'institution artistique à la fin des années 1950.
En 1965, L'Incubation adopte le monologue intérieur et une facture apparentée au Nouveau Roman, marquant un changement de style radical dans l'œuvre. Cette expérimentation est poursuivie et élargie dans Le Cycle (1971), où sept narrateurs différents se livrent à des monologues intérieurs d'une grande complexité. Bessette obtient le prix du Gouverneur général pour chacun de ces deux romans. Suit La Commensale (1975), rédigé plus tôt et qui a peut-être été injustement négligé à cause de cela[réf. nécessaire]. En 1977, il publie Les Anthropoïdes, que certains considèrent comme son chef-d'œuvre.
En 1979, Le Semestre décrit le dernier semestre d'un professeur de l'Université Princesse en train de se livrer à une psychocritique de Serge d'entre les morts de Gilbert La Rocque. Ainsi, la frontière entre le texte et le hors texte se brouille progressivement avec les années, car Bessette se livre effectivement à la psychocritique, lui aussi, dans Une littérature en ébullition et Trois romanciers québécois; il est même un des rares critiques à avoir cultivé systématiquement cette approche. Par la suite, la frontière entre la production romanesque et la critique continue à s'amincir, ce qui donne lieu à des livres assez inusités, tels que Mes romans et moi (1979) et Les Dires d'Omer Marin (1985). Omer Marin, le narrateur de ce récit autobiographique, est le même professeur de l'Université Princesse qui narre Le Semestre. Dans Les Dires d'Omer Marin, celui-ci parle de divers projets de retraite, envisageant de publier plusieurs nouveaux ouvrages. Malheureusement, ce livre sera le dernier publié du vivant de Bessette.
Toute l'œuvre romanesque de Bessette vise à traduire la complexité des rapports entre l'individu et le collectif, son inconscient, ses mythes. Son œuvre se caractérise par une « fascination introspective » et « une perpétuelle interrogation face au livre ». 

## Critique littéraire
Bessette publie également des ouvrages de critique littéraire. Dans Une littérature en ébullition, publié en 1967, il analyse la dislocation dans la poésie d'Anne Hébert, la rythmique et les relations d'Émile Nelligan avec les femmes et avec ses parents, l'identification de Claude-Henri Grignon à son personnage de Séraphin, le primitivisme, la psychologie des personnages, la relation entre parent et enfant et le symbolisme chez Yves Thériault et enfin les différences entre personnages masculins et féminins et les relations entre personnages et espaces dans l'œuvre de Gabrielle Roy.

## Œuvres

### Romans
- La Bagarre[3], Montréal : Le Cercle du livre de France, coll. « Nouvelle-France » no 4, 1958, 231 p. ; 21 cm / coll. « Poche canadien » no 23, 1969, 215 p. 17 cm / Saint-Laurent : Éditions Pierre Tisseyre, 1993, 327 p. ; 18 cm  (ISBN 2-8905-1534-6)
  - (en) The Brawl (La Bagarre, translated by Marc Lebel and Ronald Sutherland), Montréal : Harvest House, « The French writers of Canada series », 1976, 230 p. ; 22 cm  (ISBN 0-8877-2169-9 et 0-8877-2227-X)
- Le Libraire, Paris : René Julliard, 1960, 173 p. ; 19 cm / Montréal : Cercle du livre de France, coll. « Poche canadien » no 17, 1968, 153 p. 17 cm / Montréal : Éditions Pierre Tisseyre, 1983, 143 p. ; 18 cm  (ISBN 2-8905-1500-1 et 978-2-8905-1500-0)
  - (en) Not for Every Eye - a novel (Le Libraire, translated from the French by Glen Shortliffe), Toronto : The Macmillan Company of Canada Limited, 1962, 98 p. / (translated from the French by Glen Shortliffe), Toronto : Exile Editions, 1984, 92 p. : 23 cm  (ISBN 0-9204-2874-6)
- Les Pédagogues, Montréal : le Cercle du livre de France, 1961, 309 p. ; 20 cm
- L'Incubation, Montréal : Librairie Déom, coll. « Nouvelle prose » dirigée par Jean Basile no 2, 1965, 1968, 178 p. ; 20 cm / avec postface de Patricia Smart, Montréal : Québec Amérique, coll. « Littérature d'Amérique », 1981, 202 p. ; 23 cm  (ISBN 2-8903-7096-8)
  - (en) Incubation - a novel (translated from the French by Glen Shortliffe), Toronto : Macmillan of Canada, 1967, 143 p. ; Toronto : Exile Editions, 1986, 197 p. ; 23 cm  (ISBN 0-9204-2882-7)
- Le Cycle, Montréal : Éditions du Jour, coll. « Les Romanciers du jour » no R-73, 1971, 212 p. 20 cm / Montréal : Quinze, 1978, 212 p. ; 19 cm  (ISBN 0-8856-5038-7) / Montréal : Québec Amérique, coll. « Littérature d'Amérique », 1980, 212 p. ; 23 cm  (ISBN 2-8903-7019-4) / Vieux-Montréal : Québec Amérique, coll. « Espace », 1987, 212 p. ; 18 cm  (ISBN 2-8903-7341-X) / Montréal : Québec Amérique, coll. « Littérature d'Amérique », 1995, 212 p. ; 21 cm  (ISBN 2-8903-7867-5) / Montréal : Québec Amérique, coll. « Espace », 1980, 1987, 212 p. ; 18 cm  (ISBN 2-8903-7341-X)
  - (en) The Cycle (translated by A.D. Martin-Sperry), Toronto : Exile Editions, 1987, 164 p. ; 23 cm  (ISBN 0-9204-2890-8)
- La Commensale, Montréal : Éditions internationales Alain Stanké ; Quinze, 1975, 155 p. ; 23 cm  (ISBN 0-8856-5000-X) / [Montréal] : Québec Amérique, coll. « Littérature d'Amérique », 1979, 155 p. ; 23 cm  (ISBN 2-8903-7014-3)
- Les Anthropoïdes, Montréal : La Presse, 1977, 296 p. ; 23 cm  (ISBN 0-7777-0191-X)
- Le Semestre, [Montréal] : Québec Amérique, coll. « Littérature d'Amérique », 1979, 278 p. ; 23 cm  (ISBN 2-8903-7008-9) (OCLC 6487984)
- Les Dires d'Omer Marin - roman / journal, Montréal : Québec Amérique, coll. « Littérature d'Amérique », 1985, 129 p. ; 23 cm  (ISBN 2-8903-7246-4)

### Poésie
- Poèmes temporels, Monte-Carlo : Regain, coll. « Poètes de notre temps » no 101, 1954, 59 p. ; réédition 1962 / Montréal : Éditions du Jour, coll. « Les Poètes du jour », no M-44, 1972, 59 p. ; 19 cm

### Essais, critiques, études littéraires
- Les Images en poésie canadienne-française, Montréal : Éditions Beauchemin, 1960, 1967, 282 p. ; 22 cm
- Une littérature en ébullition, Montréal : Éditions du Jour, 1968, 315 p. ; 23 cm
- avec Lucien Geslin et Charles Parent, Histoire de la littérature canadienne-française par les textes : des origines à nos jours, [Montréal] : Centre éducatif et culturel, 1968, 704 p. : ill., portr. ; 23 cm
- De Québec à Saint-Boniface : récits et nouvelles du Canada français (textes choisis et annotés par Gérard Bessette), Toronto : Macmillan of Canada, 1968, 285 p. ; 23 cm
- Trois romanciers québécois (Victor-Lévy Beaulieu, André Langevin, Gabrielle Roy), Montréal : Éditions du Jour, 1973, 240 p. ; 20 cm  (ISBN 0-7760-0566-9)
- Mes romans et moi, Montréal : Hurtubise HMH, Cahiers du Québec ; 43 : coll. « Littérature », 1979, 128 p. : ill., portr. ; 21 cm

### Recueil de nouvelles
- La Garden-party de Christophine - nouvelles, Montréal : Québec Amérique, coll. « Littérature d'Amérique », 1980, 121 p. ; 23 cm  (ISBN 2-8903-7021-6)

## Honneurs
- 1948 : Prix du Concours littéraire de la province de Québec
- 1961 : Prix du Grand Jury des lettres pour Le Libraire
- 1965 : Prix du Gouverneur général pour L'Incubation
- 1966 : Membre de la Société royale du Canada
- 1972 : Prix du Gouverneur général pour Le Cycle
- 1980 : Prix Athanase-David[4]

### Archives
- Fonds Gérard Bessette (MSS299) - Bibliothèque et Archives nationales du Québec, centre d'archives de Montréal
- Fonds Gérard Bessette (P75) - Centre de recherche sur les francophonies canadiennes